# Державні санітарні норми
Держа́вні саніта́рні но́рми, пра́вила, гігієні́чні нормати́ви (саніта́рні но́рми) — обов'язкові для виконання нормативні документи, що визначають критерії безпеки та/або нешкідливості для людини факторів навколишнього середовища і вимоги щодо забезпечення оптимальних чи допустимих умов життєдіяльності людини.

## Загальний огляд
Державні санітарні норми та правила, санітарно-гігієнічні та санітарно-протиепідемічні правила і норми, санітарно-епідеміологічні правила і норми, протиепідемічні правила і норми, гігієнічні та протиепідемічні правила і норми, державні санітарно-епідеміологічні нормативи, санітарні регламенти — обов'язкові для виконання нормативно-правові акти центрального органу виконавчої влади, що забезпечує формування державної політики у сфері охорони здоров'я, що встановлюють медичні вимоги безпеки щодо середовища життєдіяльності та окремих його факторів, недотримання яких створює загрозу здоров'ю і життю людини та майбутніх поколінь, а також загрозу виникнення і розповсюдження інфекційних хвороб та масових неінфекційних захворювань (отруєнь) серед населення.
В переліку нормативних актів у сфері охорони здоров'я 79 державних санітарних норм та правил (3 з яких втратили чинність).
У залежності від фактора, що нормується, санітарнві норми поділяють на:
- гранично допустимі концентрації (ГДК),
- допустимі залишкові концентрації (ДЗК),
- гранично допустимі рівні (ГДР),
- гранично допустимі дози (ГДД).

На стадії дослідницьких та дослідно-промислових розробок і випробувань нових хімічних речовин можуть застосовуватися тимчасові гігієнічні нормативи — орієнтовні безпечні рівні впливу (ОБРВ).

## Нагляд
Нагляд за дотриманням санітарних норм здійснює система державних установ спеціального санітарного нагляду, яка має свої обласні, міські і районні санітарно-епідеміологічні станції.
Нагляд за дотриманням вимог санітарних норм у стандартах та інших нормативно-технічних документах, відповідністю продукції вимогам безпеки для здоров'я і життя населення здійснюють органи, установи і заклади державної санітарно-епідеміологічної служби.
Головний державний санітарний лікар України погоджує методи контролю і випробувань продукції щодо її безпеки для здоров'я і життя населення, інструкції (правила) використання продукції підвищеної небезпечності.
Перелік установ, організацій та закладів, яким надається право випробування продукції на відповідність її вимогам безпеки для здоров'я і життя населення, визначається Державним комітетом України зі стандартизації, метрології та сертифікації за погодженням з головним державним санітарним лікарем України.